# Саутбрук (тауншип, Миннесота)
Саутбрук (англ. Southbrook) — тауншип в округе Коттонвуд, Миннесота, США. На 2000 год его население составило 112 человек.

## География
По данным Бюро переписи населения США площадь тауншипа составляет 94,1 км², из которых 88,7 км² занимает суша, а 5,4 км² — вода (5,78 %).

## Демография
По данным переписи населения 2000 года здесь находились 112 человек, 40 домохозяйств и 33 семьи. Плотность населения —  1,3 чел./км². На территории тауншипа расположено 43 постройки со средней плотностью 0,5 построек на один квадратный километр. Расовый состав населения: 100,00 % белых.
Из 40 домохозяйств в 35,0 % воспитывались дети до 18 лет, в 72,5 % проживали супружеские пары, в 5,0 % проживали незамужние женщины и в 17,5 % домохозяйств проживали несемейные люди. 12,5 % домохозяйств состояли из одного человека, при том 5,0 % из — одиноких пожилых людей старше 65 лет. Средний размер домохозяйства — 2,80, а семьи — 3,12 человека.
27,7 % населения — младше 18 лет, 6,3 % — в возрасте от 18 до 24 лет, 22,3 % — от 25 до 44, 33,0 % — от 45 до 64, и 10,7 % — старше 65 лет. Средний возраст — 41 год. На каждые 100 женщин приходилось 107,4 мужчин. На каждые 100 женщин старше 18 приходилось 118,9 мужчин.
Средний годовой доход домохозяйства составлял 41 250 долларов, а средний годовой доход семьи —  45 625 долларов. Средний доход мужчин —  36 250  долларов, в то время как у женщин — 16 250. Доход на душу населения составил 14 154 доллара. За чертой бедности находились 10,0 % семей и 6,0 % всего населения тауншипа.